# محمد فؤاد عبد الحميد
محمد فؤاد عبد الحميد مواليد 2 سبتمبر 1989 في السعودية، هو لاعب كرة قدم مصري يلعب حالياً في نادي الانتصار السعودي كوسط هجومي.
لعب سابقاً مع نادي بلدية المحلة ونادي الألومنيوم ونادي الرستاق في الدوري العماني ولعب مع نادي الباطن في عام 2015 في دوري الدرجة الأولى السعودي ووقع مع نادي ضمك السعودي عام 2017 و وقع مع نادي النهضة في عام 2018 و انتقل إلى نادي العين في عام 2019 و انتقل إلى نادي فاركو في صيف 2021 و انتقل إلى نادي جدة في مطلع عام 2022 ولعب بعدها مع نادي نيوم ونادي الانتصار.

## روابط خارجية
- محمد فؤاد عبد الحميد على موقع Soccerway.com (الإنجليزية)
- محمد فؤاد عبد الحميد على موقع كووورة